# Władimir Sachnow
Władimir Nikołajewicz Sachnow (ros. Владимир Николаевич Сахнов, ur. 25 kwietnia 1961 w Kamience w obwodzie akmolskim) – kazachski biegacz narciarski reprezentujący Związek Radziecki, srebrny medalista olimpijski oraz srebrny medalista mistrzostw świata.

## Kariera
Startował na igrzyskach olimpijskich w Sarajewie w 1984 r. Tam w swoim najlepszym starcie, w biegu na 30 km techniką dowolną zajął czwarte miejsce. Walkę o brązowy medal Sachnow przegrał ze Szwedem Gunde Svanem. Na tych samych igrzyskach zajął także 8. miejsce w biegu na 50 km techniką klasyczną. Swój największy sukces olimpijski osiągnął podczas igrzysk olimpijskich w Calgary, gdzie wraz z Władimirem Smirnowem, Michaiłem Diewjatiarowem i Aleksiejem Prokurorowem zdobył srebrny medal w sztafecie 4 × 10 km. Na późniejszych igrzyskach już nie startował.
W 1985 r. zadebiutował na mistrzostwach świata zajmując 8. miejsce w biegu na dystansie 50 km techniką klasyczną podczas mistrzostw w Seefeld in Tirol. Dwa lata później, na mistrzostwach świata w Oberstdorfie wspólnie z Ołeksandrem Batiukiem, Władimirem Smirnowem i Michaiłem Diewjatiarowem wywalczył srebrny medal w sztafecie. Indywidualnie zajął 6. miejsce w biegu na 50 km techniką dowolną. Startował także na mistrzostwach świata w Lahti w 1989 r. Zajął tam 12. miejsce w biegu na 15 km techniką dowolną, a wraz z kolegami zajął 5. miejsce w sztafecie.
Najlepsze wyniki w Pucharze Świata uzyskał w sezonie 1983/1984, kiedy to zajął 5. miejsce w klasyfikacji generalnej. Łącznie 2 razy stawał na podium Zawodów Pucharu Świata, przy czym nigdy nie odniósł zwycięstwa. W 1989 r. postanowił zakończyć karierę.
Ponadto Sachnow zdobył trzy tytuły mistrza ZSRR w biegu na 50 km (w latach 1982, 1984 i 1986) oraz dwa tytuły mistrza ZSRR w sztafecie (w 1986 i 1987 r). Po zakończeniu kariery rozpoczął pracę jako trener. W latach 1993–1999 był trenerem reprezentacji Kazachstanu.

## Osiągnięcia

### Igrzyska olimpijskie
| Miejsce | Dzień     | Rok  | Miejscowość | Konkurencja             | Czas biegu | Strata  | Zwycięzca        |
| ------- | --------- | ---- | ----------- | ----------------------- | ---------- | ------- | ---------------- |
| 4.      | 10 lutego | 1984 | Sarajewo    | 30 km stylem klasycznym | 1:28:56,3  | +1:04,1 | Nikołaj Zimiatow |
| 8.      | 19 lutego | 1984 | Sarajewo    | 50 km stylem klasycznym | 2:15:55,8  | +4:57,9 | Thomas Wassberg  |
| 2.      | 22 lutego | 1988 | Calgary     | Sztafeta 4 × 10 km      | 1:43:58,6  | +12,7   | Szwecja          |
| 12.     | 27 lutego | 1988 | Calgary     | 50 km stylem dowolnym   | 2:04:30,9  | +4:29,2 | Gunde Svan       |

### Mistrzostwa świata
| Miejsce | Dzień     | Rok  | Miejscowość      | Konkurencja             | Czas biegu | Strata   | Zwycięzca        |
| ------- | --------- | ---- | ---------------- | ----------------------- | ---------- | -------- | ---------------- |
| 23.     | 22 lutego | 1985 | Seefeld in Tirol | 15 km stylem klasycznym | 40:42,7    | +3:01,0  | Kari Härkönen    |
| 8.      | 27 lutego | 1985 | Seefeld in Tirol | 50 km stylem klasycznym | 2:10:49,9  | +3:12,3  | Gunde Svan       |
| 20.     | 12 lutego | 1987 | Oberstdorf       | 30 km stylem klasycznym | 1:24:30,1  | +7:19,8  | Thomas Wassberg  |
| 2.      | 15 lutego | 1987 | Oberstdorf       | Sztafeta 4 × 10 km      | 1:38:04,6  | +26,3    | Szwecja          |
| 6.      | 21 lutego | 1987 | Oberstdorf       | 50 km stylem dowolnym   | 2:11:27,2  | +3:52,4  | Maurilio De Zolt |
| 12.     | 20 lutego | 1989 | Lahti            | 15 km stylem dowolnym   | 40:39,6    | +1:10,3  | Gunde Svan       |
| 5.      | 24 lutego | 1989 | Lahti            | Sztafeta 4 × 10 km      | 1:40:12,3  | +14,1    | Szwecja          |
| 24.     | 26 lutego | 1989 | Lahti            | 50 km stylem dowolnym   | 2:15:24,9  | +10:02,8 | Gunde Svan       |

### Puchar Świata

#### Miejsca w klasyfikacji generalnej
- sezon 1982/1983: 42.
- sezon 1983/1984: 5.
- sezon 1984/1985: 24.
- sezon 1985/1986: 21.
- sezon 1986/1987: 13.
- sezon 1987/1988: 22.
- sezon 1988/1989: 15.

#### Miejsca na podium
| Nr | Dzień     | Rok  | Miejscowość | Konkurencja          | Czas biegu | Strata | Pozycja | Zwycięzca       |
| -- | --------- | ---- | ----------- | -------------------- | ---------- | ------ | ------- | --------------- |
| 1. | 10 marca  | 1984 | Oslo        | 50 km st. klasycznym | ?          | ?      | 2       | Tor Håkon Holte |
| 2. | 14 lutego | 1986 | Oberstdorf  | 50 km st. dowolnym   | ?          | ?      | 2       | Gunde Svan      |